# Улица Ивана Франко (Москва)
У́лица Ива́на Франко́ (название утверждено 11 августа 1962 года) — улица в Москве, на территории районов Фили-Давыдково и Кунцево Западного административного округа, проходит вдоль Смоленского направления МЖД.

## Описание
Улица начинается из тупика, недалеко от станции Кунцево, затем по путепроводу пересекает Рублёвское шоссе, на всём протяжении идёт вдоль Смоленского направления МЖД, проходит под эстакадой Кубинка-Боженко (путепровод через Смоленское направление МЖД и Усовскую ветку) между улицами Боженко и Кубинка, и заканчивается в гаражах, недалеко от станции Кунцево-II.
Справа примыкают улицы: Житомирская, Коцюбинского, Полоцкая, Леси Украинки, Партизанская и Боженко.
Эстакада Кубинка-Боженко вместе с улицами Боженко и Кубинка войдут в состав 4 (южного) участка Северо-Западной хорды — крупной магистрали, которая соединит четыре административных округа Москвы (ЗАО, СЗАО, САО и СВАО).

## Происхождение названия

Карта города Кунцева 1940 года, на которой видна Московская улица на месте нынешней ул. Ивана Франко

В составе города Кунцево существовала Московская улица, проходившая от станции Кунцево вдоль линии железной дороги. Она отмечена, например на карте 1940 года.
При включении города Кунцево в состав Москвы в 1960 году название было заменено в связи с наличием топонимических дублёров на других присоединённых территориях, 11 августа 1962 года улица была названа в честь классика украинской литературы Ивана Яковлевича Франко (1856—1916).

## Здания и сооружения
- По нечётной стороне:
- По чётной стороне:

## Транспорт

### Железнодорожный транспорт
- Станция «Кунцево» Смоленского направления Московской железной дороги — в начале улицы
- Платформа «Рабочий Посёлок» Смоленского направления Московской железной дороги — в середине улицы
- Станция «Кунцево-II» Усовской ветки — в конце улицы
- Платформа «Сетунь» Смоленского направления Московской железной дороги — ближе к концу улицы

### Наземный транспорт
по улице проходят маршруты автобусов:
- № 73 (Крылатское — Филёвская пойма)
- № 127 (Мякинино парк — Кастанаевская улица)
- № 757 (Метро «Молодёжная» — Станция МЦД Рабочий Посёлок)